# Jonas Stockenberg
Jonas Stockenberg, född 4 december 1744, död 22 april 1807, var en ledamot av högsta domstolen, lagman och häradshövding.

## Biografi
Han var borgmästare i Askersunds stad 1776, sedan häradshövding i Tunaläns och Sevede härader 1777. Han var ledamot av Högsta domstolen 1791-1793 och åter 1799-1807. Lagman i Tiohärads lagsaga 1795 intill sin död 1807. Riddare av Nordstjärneorden 1805. Stockenberg var en av de ledamöter av Högsta domstolen som närvarade under rättegången mot Jacob Johan Anckarström våren 1792.

### Familj
Stockenberg gifte sig 27 november 1772 med Mariana Rudebeck (1741–1790), dotter till kaptenen Isak Johan Rudebeck vid Kronobergs regemente och Maria Charlotta Teet.